# Automeris beneluzi
Automeris beneluzi é uma espécie de mariposa do gênero Automeris, da família Saturniidae.
O nome beneluzi faz referência a Frédéric Bénéluz, como no caso da nomeada Alesa Beneluzi.

## Nota
A quase total falta de informações acerca dessa espécie (autoridade, ano de descrição, local, etc.) faz supor que seja ou de identificação bastante recente, ou decorra de um erro de classificação no BOLD Systems de onde a mesma foi obtida para este artigo (vide a referência "1" abaixo).